# Aressy
Aressy – miejscowość i gmina we Francji, w regionie Nowa Akwitania, w departamencie Pireneje Atlantyckie.
Według danych na rok 1990 gminę zamieszkiwało 666 osób, a gęstość zaludnienia wynosiła 300,5 osób/km².